# Стадион Рене Серж Набаж
Стадион Рене Серж Набаж (фр. Stade René Serge Nabajoth) је вишенаменски стадион у Лез Абимесу, Гвадалупе. Тренутно се највише користи за фудбалске утакмице. Стадион прима 7.500 људи и домаћи је терен женске и мушке фудбалске репрезентације Гвадалупе.
Стадион је добио име по Рене Серж Набау који је био бивши градоначелник комуне Лес Абимес.
У августу 2008. године, префектура је наредила затварање јер објекат више не испуњава услове. Међутим, стадион је поново отворен у октобру 2008. за другу рунду квалификација за Карипско фудбалско првенство 2008.

## Утакмице
| Датум              | Утакмица                  | Резултат | Такмичење             | Гледалаца |
| ------------------ | ------------------------- | -------- | --------------------- | --------- |
| 6. септембар 2018. | Доминика - Суринам        | 0 : 0    | Златни куп            | ?         |
| 17. октобар 2018.  | Гваделуп - Аруба          | 0 : 0    | Конкакафов златни куп | ?         |
| 24. март 2019.     | Гваделуп - Мартиник       | 0 : 1    | Конкакафов златни куп | ?         |
| 7. септембар 2019. | Гваделуп - Синт Мартин    | 5 : 1    | Конкакафов златни куп | ?         |
| 11. новембар 2019. | Гваделуп - Теркс и Кејкос | 10 : 0   | Конкакафов златни куп | ?         |